# Heinrich Elkamp
Heinrich Elkamp (Itzehoe, 1812 - 1868 desapareixen per complet les seves traces) fou un compositor i pianista. Es donà conèixer per una sonata per a piano i diversos quartets que foren molt ben acollits per la critica i pel públic (1834). L'any següent va compondre un oratori, Paulus, que aconseguí extraordinari èxit i que alguns crítics jutgen superior al que amb el mateix títol va compondre Felix Mendelssohn. Compongué un altre oratori Die Heillige Zeit que conté belleses de primer ordre, una col·lecció de melodies i una fantasia amb variacions per a piano.